# Lưu Cường Đông
Lưu Cường Đông (tiếng Trung: 刘强东, sinh ngày 10 tháng 3 năm 1973) là một doanh nhân Internet người Trung Quốc, tỷ phú thương mại điện tử, người đồng sáng lập trang thương mại điện tử JD.com (Trung tâm mua sắm Jingdong). Ông là một trong những nhà lãnh đạo hàng đầu trong ngành công nghiệp thương mại điện tử tại Trung Quốc.
Theo danh sách những người giàu nhất Trung Quốc của tờ Hồ Nhuận năm 2013, ông xếp thứ 27 với tổng giá trị tài sản là US$1.06 tỉ.
Trong lần phát hành cổ phiếu lần đầu của JD.com tại Mỹ vào ngày 22 tháng 5 năm 2014, giá trị tài sản lên tới $6.1 tỉ.

## Tiểu sử
Lưu Cường Đông sinh ra tại tỉnh Giang Tô trong gia đình làm nghề vận chuyển than từ phía bắc đến phía nam Trung Quốc.
Khi còn thanh niên, ông có đam mê về chính trị nên đã theo học ngành xã hội học tại Đại học Nhân dân Trung Hoa, nổi tiếng có mối liên hệ với tầng lớp chính trị Trung Quốc. Tuy nhiên, nhận thấy bằng cấp không đảm bảo được cơ hội việc làm tốt nên đã dành toàn bộ thời gian vào việc học lập trình máy tính. Ông tốt nghiệp bằng cử nhân ngành xã hội học năm năm 1996.
Sau này, ông nhận được bằng EMBA tại trường Kinh doanh China Europe International Business School.

## Sự nghiệp
Khi còn là sinh viên, ông từng đầu tư mạo hiểm vào một nhà hàng bằng khoản tiền kiếm được từ công việc lập trình và vay từ gia đình. Công việc kinh doanh thất bại sau vài tháng và để lại cho ông khoản nợ.
Sau khi tốt nghiệp, ông làm nhân viên tại Japan Life, một công ty chuyên về sản phẩm chăm sóc sức khỏe của Nhật Bản và liên tục đảm nhiệm các chức vụ giám đốc máy tính, giám đốc kinh doanh, giám sát hậu cần. Hai năm sau, tháng 6 năm 1998, ông bắt đầu với công ty riêng Jingdong tại khu công nghiệp công nghệ cao Trung Quan Thôn (中关村) ở Bắc Kinh với vai trò là nhà phân phối các sản phẩm từ-quang. Tính đến 2003, ông đã mở 12 chuỗi cửa hàng.
Dịch SARS bùng phát năm 2003 khiến các nhân viên và khách hàng của Jingdong phải hạn chế ra đường. Điều này buộc Lưu Cường Đông phải suy nghĩ lại về mô hình kinh doanh và chuyển sang kinh doanh trực tuyến. Ông thiết lập trang web bán lẻ trực tuyến đầu tiên của mình trong năm 2004 và thành lập công ty JD.com (viết tắt của Jingdong) vào năm sau. Năm 2005, Lưu Cường Đông cho đóng cửa tất cả các cửa hàng kinh doanh bên ngoài và trở thành công ty thương mại điện tử.
Công ty đã trở thành một trong những doanh nghiệp thương mại điện tử hàng đầu Trung Quốc. JD.com có mặt tại thị trường Mỹ vào tháng 1 năm 2014.
Ngày 22 tháng 5 năm 2014 là ngày phát hành cổ phiếu lần đầu của JD.com, giá cổ phiếu đã tăng khoảng 15%.

## Đời tư
Lưu Cường Đông và người bạn gái đầu tiên, Cung Tiểu Kinh hẹn hò khi cả hai còn là sinh viên ở Đại học Nhân dân Trung Hoa. Tập đoàn Jingdong Mall của Lưu Cường Đông được đặt theo tên Jing (chữ cuối trong tên Cung Tiểu Kinh) và Dong (chữ cuối trong tên Lưu Cường Đông). Cặp đôi hẹn hò được vài năm nhưng sau đó chia tay vì những khác biệt trong quan điểm điều hành doanh nghiệp của Lưu Cường Đông. Cô Cung từ bỏ công việc kinh doanh và trở thành nhân viên chính phủ.
Mối tình tiếp theo của ông là Trang Gia, một nhân viên cấp cao của JD.com phụ trách việc mua bán các sản phẩm gia dụng nhỏ. Ngày 15 tháng 7 năm 2012, những người theo dõi trang Weibo của cặp đôi nhận thấy cả hai cùng đăng hình ảnh cách nhau 11 phút về vườn cà chua trồng tại nhà. Bức ảnh đó giống với những quả cà chua chụp tại nhà của Lưu Cường Đông vào kì nghỉ, từ đó những tin đồn cho rằng hai người đang có mối tình công sở. JD.com đã xác nhận hai người đã hẹn hò được ba năm. Sự việc được biết đến với tên gọi Cánh cổng cà chua.Trang Gia sau đó đã rời khỏi JD.com không lâu sau khi ra mắt thành công cửa hàng thiết bị gia dụng.
Lưu Cường Đông gặp gỡ Chương Trạch Thiên (章泽天) sinh năm 1993, kém ông 19 tuổi. Trạch Thiên từng là học sinh trường Ngoại ngữ Nam Kinh nổi tiếng trên mạng với biệt danh "nãi trà muội muội" (em gái trà sữa) do bức ảnh cô cầm cốc trà sữa trên tay được chia sẻ trên mạng xã hội Weibo và thành tích học tập xuất sắc khi được tuyển thẳng vào Đại học Thanh Hoa. Mối quan hệ bắt đầu từ đầu năm 2014 khi Chương Trạch Thiên là du học sinh trao đổi tới Barnard College liên kết với Đại học Columbia. Những hình ảnh hẹn hò thân mật của hai người tại New York bị đăng tải trên mạng. Sự khác biệt về khoảng cách tuổi tác và kinh nghiệm sống khiến mối quan hệ thu hút sự chú ý của công chúng và nhiều lời đồn đoán. Ngày 10 tháng 4 năm 2014, Lưu Cường Đông xác nhận hai người đang hẹn hò thông qua tài khoản Weibo cá nhân.
Ngày 8 tháng 8 năm 2015, Lưu Cường Đông và Chương Trạch Thiên đã đăng ký kết hôn tại Bắc Kinh. Họ tổ chức đám cưới vào ngày 1 tháng 10 năm 2015 tại Australia. Con gái của cả hai sinh ra vào tháng 3 năm 2016.